# Campionati del mondo di atletica leggera 2009 - Marcia 20 km maschile
La competizione si è svolta su turno unico, la mattina del 15 agosto 2009.

## Record
Prima di questa competizione, il record del mondo (WR) e il record dei campionati (CR) erano i seguenti.
| Record                | Prestazione | Atleta                  | Data                          | Competizione              |
| --------------------- | ----------- | ----------------------- | ----------------------------- | ------------------------- |
| Record mondiale       | 1h16'43"    | Sergej Morozov Russia   | 8 giugno 2008 Saransk, Russia | Campionati russi          |
| Record dei campionati | 1h17'21"    | Jefferson Pérez Ecuador | 4 agosto 2003 Parigi, Francia | Campionati del mondo 2003 |

## Finale
Sabato 15 agosto, ore 13:00 CEST.
| #       | Atleta                     | Paese         | Tempo     | Note                                     |
| ------- | -------------------------- | ------------- | --------- | ---------------------------------------- |
| Oro     | Wang Hao                   | Cina          | 1h 19'06" | Miglior prestazione personale            |
| Argento | Éder Sánchez               | Messico       | 1h 19'22" | Miglior prestazione personale stagionale |
| Bronzo  | Giorgio Rubino             | Italia        | 1h 19'50" |                                          |
| 4       | Luis López                 | Colombia      | 1h 20'03" | Record nazionale                         |
| 5       | Jared Tallent              | Australia     | 1h 20'27" |                                          |
| 6       | Erik Tysse                 | Norvegia      | 1h 20'38" |                                          |
| 7       | Jesús Sánchez              | Messico       | 1h 20'52" | Miglior prestazione personale            |
| 8       | Matej Tóth                 | Slovacchia    | 1h 21'13" |                                          |
| 9       | João Vieira                | Portogallo    | 1h 21'43" | Miglior prestazione personale stagionale |
| 10      | Koichiro Morioka           | Giappone      | 1h 21'48" |                                          |
| 11      | Jianbo Li                  | Cina          | 1h 21'54" |                                          |
| 12      | Yafei Zhu                  | Cina          | 1h 21'56" |                                          |
| 13      | André Höhne                | Germania      | 1h 21'59" |                                          |
| 14      | Robert Heffernan           | Irlanda       | 1h 22'09" | Miglior prestazione personale stagionale |
| 15      | José Ignacio Díaz          | Spagna        | 1h 22'12" | Miglior prestazione personale stagionale |
| 16      | Andrej Krivov              | Russia        | 1h 22'19" |                                          |
| 17      | Luke Adams                 | Australia     | 1h 22'37" |                                          |
| 18      | Hassanine Sebei            | Tunisia       | 1h 22'52" |                                          |
| 19      | Babubhai Panucha           | India         | 1h 23'06" | Record nazionale                         |
| 20      | Jean-Jacques Nkouloukidi   | Italia        | 1h 23'07" | Miglior prestazione personale stagionale |
| 21      | Dzianis Simanovich         | Bielorussia   | 1h 23'36" |                                          |
| 22      | Rolando Saquipay           | Ecuador       | 1h 23'51" | Miglior prestazione personale stagionale |
| 23      | Juan Manuel Molina         | Spagna        | 1h 24'00" |                                          |
| 24      | Chil-sung Park             | Corea del Sud | 1h 24'01" |                                          |
| 25      | Artur Brzozowski           | Polonia       | 1h 24'17" |                                          |
| 26      | Sérgio Vieira              | Portogallo    | 1h 24'32" |                                          |
| 27      | Pedro Daniel Gómez         | Messico       | 1h 24'39" |                                          |
| 28      | Yerko Araya                | Cile          | 1h 24'49" |                                          |
| 29      | Isamu Fujisawa             | Giappone      | 1h 25'12" |                                          |
| 30      | David Kimutai Rotich       | Kenya         | 1h 26'35" |                                          |
| 31      | Hyunsub Kim                | Corea del Sud | 1h 27'08" |                                          |
| 32      | Predrag Filipović          | Serbia        | 1h 27'44" |                                          |
| 33      | Pavel Chihuan              | Perù          | 1h 27'54" |                                          |
| 34      | Rustam Kuvatov             | Kazakistan    | 1h 28'47" | Miglior prestazione personale stagionale |
| 35      | Jakub Jelonek              | Polonia       | 1h 28'59" |                                          |
| 36      | Andrés Chocho              | Ecuador       | 1h 29'14" |                                          |
| 37      | Juan Manuel Cano           | Argentina     | 1h 29'20" | Miglior prestazione personale stagionale |
| 38      | Allan Segura               | Costa Rica    | 1h 29'52" |                                          |
| 39      | Yūsuke Suzuki              | Giappone      | 1h 30'21" |                                          |
| 40      | Youngjun Byun              | Corea del Sud | 1h 30'35" |                                          |
| 41      | Mauricio Arteaga           | Ecuador       | 1h 32'25" |                                          |
| 42      | Vilius Mikelionis          | Lituania      | 1h 32'53" |                                          |
| -       | Adam Rutter                | Australia     | dq        |                                          |
| -       | Valerij Borčin             | Russia        | dq        |                                          |
| -       | Moacir Zimmermann          | Brasile       | dq        |                                          |
| -       | Petr Trofimov              | Russia        | dq        |                                          |
| -       | Ruslan Dmytrenko           | Ucraina       | dq        |                                          |
| -       | José Alessandro Bagio      | Brasile       | dnf       |                                          |
| -       | Francisco Javier Fernández | Spagna        | dnf       |                                          |
| -       | Ivano Brugnetti            | Italia        | dnf       |                                          |

Leggenda: SQ = squalificato; NF = ritirato.